# Saint-Paul-le-Jeune
Saint-Paul-le-Jeune è un comune francese di 885 abitanti situato nel dipartimento dell'Ardèche della regione dell'Alvernia-Rodano-Alpi.

## Società

### Evoluzione demografica
Abitanti censiti